# Oecophylla
Les  formigues teixidores  o  formigues verdes  (gènere Oecophylla) són insectes eusocials de la família Formicidae (ordre Hymenoptera). Les formigues teixidores són arborícolas i conegudes pel seu singular sistema de construcció de colònies, mitjançant el qual les obreres construeixen els formiguers entreteixint fulles utilitzant la seda de les seves pròpies larves. Les colònies poden aconseguir una gran grandària, formades per més de cent nius que travessen nombrosos arbres i contenen a més de mig milió d'obreres. Com moltes altres espècies de formigues, les formigues teixidores s'alimenten de petits insectes i complementen la seva dieta amb les secrecions riques en hidrats de carboni elaborades per petits insectes (Hemiptera). Les obreres Oecophylla exposen una marcada distribució bimodal de grandària, amb grans diferències entre la mida de les obreres menors i majors.
 Els treballadors més grans tenen aproximadament de vuit a deu mil·límetres de longitud i les petites aproximadament la meitat de la longitud respecte de les grans.
Hi ha una divisió del treball associada a la diferència de grandària entre obreres. Les de major grandària recol·lecten, defensen, mantenen i amplien la colònia mentre que les obreres menors tendeixen a quedar-se dins dels nius on cuiden les larves i «munyen» els cocoideos prop de les colònies. Les formigues del gènere Oecophylla varien en la seva coloració des del vermellós al marró groguenc, depenent de l'espècie.  Oecophylla smaragdina, que es pot trobar a Austràlia, sovint tenen el gáster (l'abdomen menys els segments abdominals del pecíol) de color verd brillant. Aquestes formigues són molt territorials i les obreres defensen agressivament els seus territoris dels intrusos. A causa del seu comportament agressiu, les formigues teixidores s'utilitzen de vegades, per agricultors indígenes, en particular en el Sud-est Asiàtic, com a agents de control biològic natural contra plagues agrícoles. Encara que les formigues teixidores manquen d'un agulló funcional, poden infligir mossegades doloroses i sovint ruixar àcid fòrmic directament en la ferida, el que causa un dolor intens.

## Taxonomia

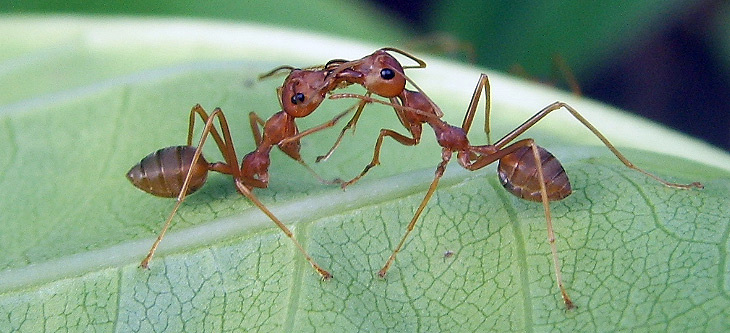
Intercanvi de líquids alimentaris (trofalaxis) en O. smaragdina.

Les formigues teixidores pertanyen al gènere de formigues Oecophylla (subfamília Formicinae) que contenen dos espècies vives estretament relacionades:  O. longinoda que es pot trobar a l'Àfrica subsahariana i O. smaragdina trobada al sud de l'Índia, Àsia sud-oriental i Austràlia. Estan situats provisionalment en una tribu pròpia, Oecophyllini. El gènere Oecophylla és relativament antic, i s'han trobat 15 espècies fòssils en jaciments de l'Eocè al Miocè. Polyrhachis i Dendromyrmex són dos gèneres de formigues teixidores que també usen la seda larval en la construcció de nius, però la construcció i arquitectura dels seus formiguers són més simples que els de Oecophylla, a Austràlia. Oecophylla smaragdina es troba en les àrees costaneres tropicals com l'extrem sud de Rockhampton i al llarg de la zona tropical costanera del Territori del Nord fins Broome, a Austràlia Occidental.
Els trets comuns del gènere inclouen un primer segment funicular allargat, la presència de lòbuls propodeals, coll a la meitat del segment abdominal 3 i gáster flexionable sobre el mesosoma. Els mascles tenen arpes pretarsals vestigials.

## Desenvolupament de la colònia i organització social

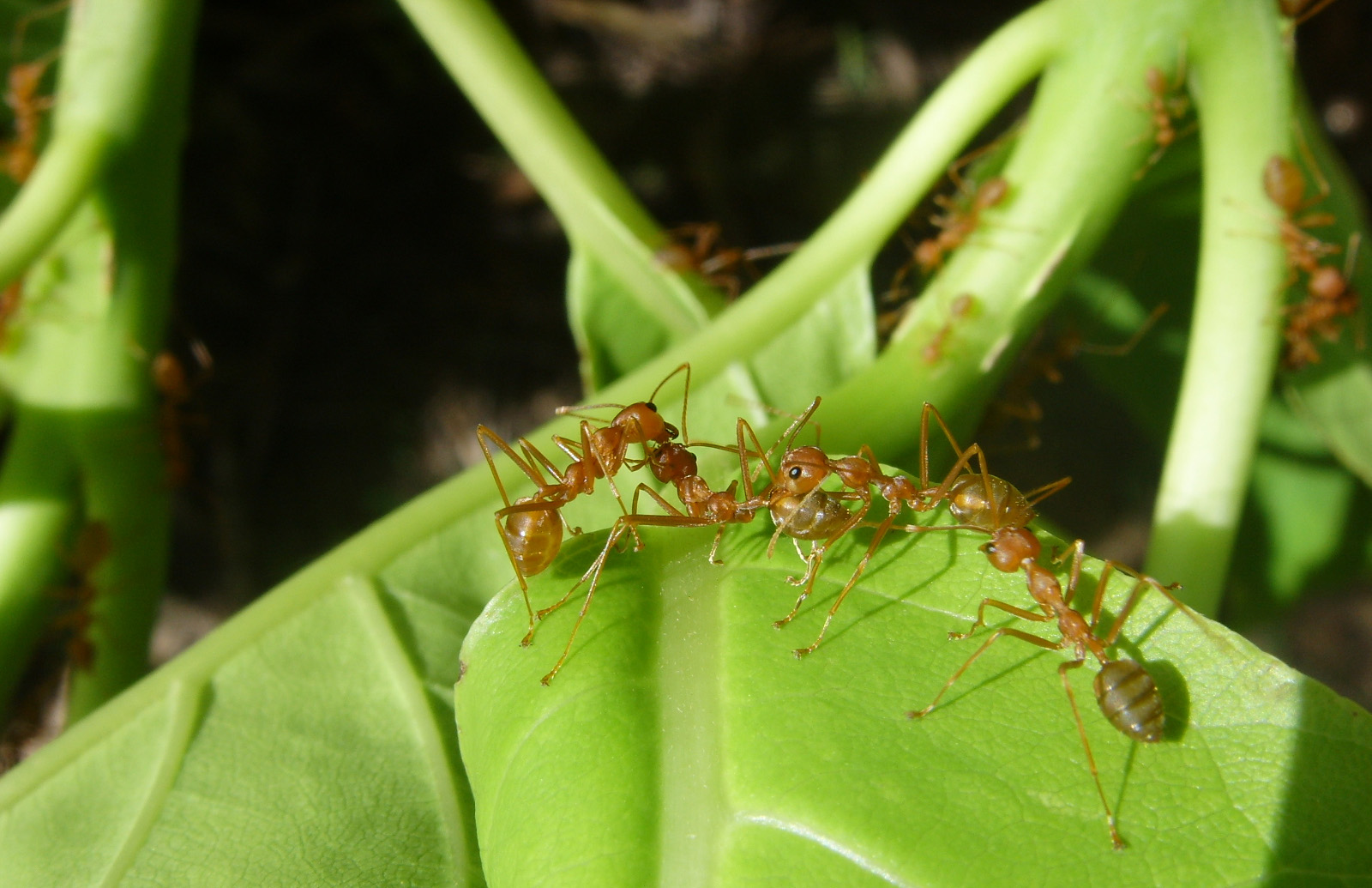
Obreres O. smaragdina inspeccionant i netejant a altres obreres (empolainat social) en el seu retorn a la colònia.

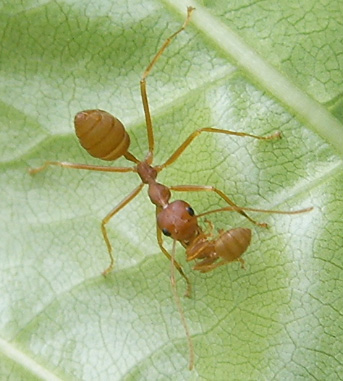
Obrera de major grandària de O. smaragdina transportant a una petita.

Les colònies de formigues teixidores són fundades per una o diverses femelles fèrtils que s'han aparellat (reines). Una reina realitza la seva primera posada d'ous en una fulla i protegeix i alimenta a les larves fins que es desenvolupen en obreres madures. En aquest moment les obreres construeixen formiguers de fulles i ajuden a criar la nova niuada posada per la reina. Com el nombre d'obreres augmenta, es construeixen més formiguers i la productivitat de la colònia augmenta considerablement. Les obreres realitzen tasques que són essencials per a la supervivència de colònia, com la recol·lecció, construcció de nius i defensa de la colònia. Com les tasques realitzades per treballadors són espacial i temporalment aïllades, la integració i la coordinació d'activitats de les obreres són importants en l'organització de la colònia. La creació d'una colònia social complexa i organitzada és el resultat de múltiples interaccions no aleatòries entre formigues que segueixen regles de comportament simples.
L'intercanvi d'informació i la modulació del comportament de les obreres que ocorren durant interaccions obrera-obrera són facilitats per l'ús de senyals de comunicació químiques i tàctils. Aquests senyals s'utilitzen principalment en contextos com la defensa de la colònia i la recol·lecció. Les recol·lectores que ja han tingut èxit en la seva recerca deixen rastres de feromonas que ajuden a altres obreres a localitzar les noves fonts d'aliment. Els rastres de feromona s'utilitzen també, per part de les patrulleres, per reclutar obreres contra intrusos en els seus territoris. Juntament amb els senyals químics, les obreres també usen senyals de comunicació tàctils, com tocar-se les antenes i el cos per estimular l'activitat en els receptors de senyals. La comunicació multimodal en el gènere Oecophylla contribueix de manera significativa a l'autoorganització de la colònia. Com moltes altres espècies de formiga, les obreres de Oecophylla mostren un comportament social de transport com a part del procés de la recol·lecció, i una obrera portarà a una altra en les seves mandíbules i la transportarà a un lloc on calgui atenció.

## Construcció de colònies

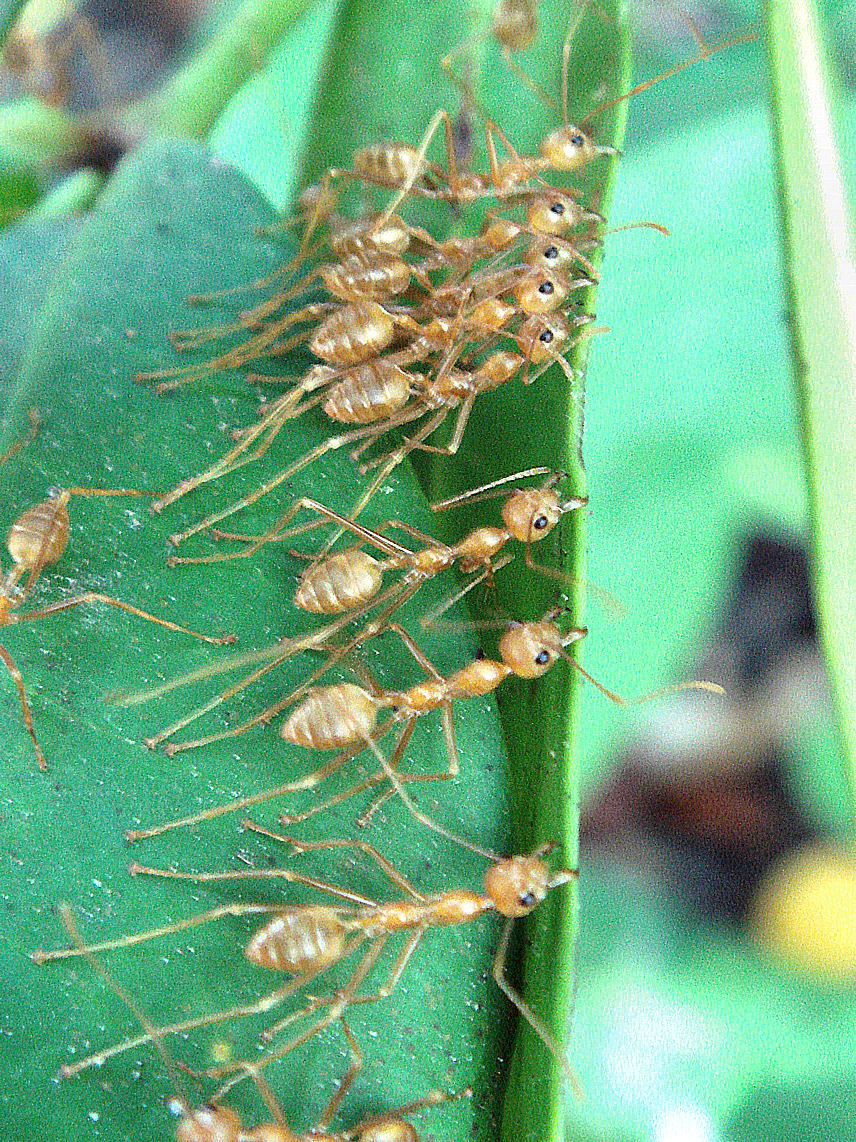
Formigues teixidores col·laborant per unir les fulles durant la construcció d'un niu.

Les formigues del gènere Oecophylla són conegudes pel notable comportament cooperatiu que utilitzen en la construcció de les seves colònies. Possiblement la primera descripció del comportament de construcció dels nius de les formigues teixidores va ser realitzada pel naturalista anglès Joseph Banks, que va participar en el viatge del capità James Cook a Austràlia el 1768. Un extracte del diari de Banks (citat a Hölldobler and Wilson 1990) s'inclou a continuació:

Les formigues ... verd com una fulla, i vivint en els arbres, on construeixen un niu, d'una grandària entre el cap d'un home i el seu puny, doblegant juntes les fulles, i pegant amb substàncies blanquinoses que les mantenen unides amb fermesa. Com fan això és d'allò més curiós: dobleguen quatre fulles més àmplies que la mà d'un home, i les col·loquen en la direcció que han triat. Això requereix una força molt major de la que aquests animals semblen ser capaços de desenvolupar; s'empren realment molts milers en aquest treball conjunt. He vist fins a com es recolzaven una en una altra, dominant una fulla, cadascuna tirant amb tota la seva força, mentre altres s'encarregaven de subjectar la cola. Com s'havien inclinat cap enrere jo no tenia l'oportunitat de veure, però es va mantenir subjecte per la força principal, jo vaig fer una prova interrompent a un grup, de manera que una fulla es va separar de la resta, retornant-a la seva posició natural, i vaig tenir l'oportunitat de provar amb el meu dit la força que van haver d'utilitzar aquests petits animals.

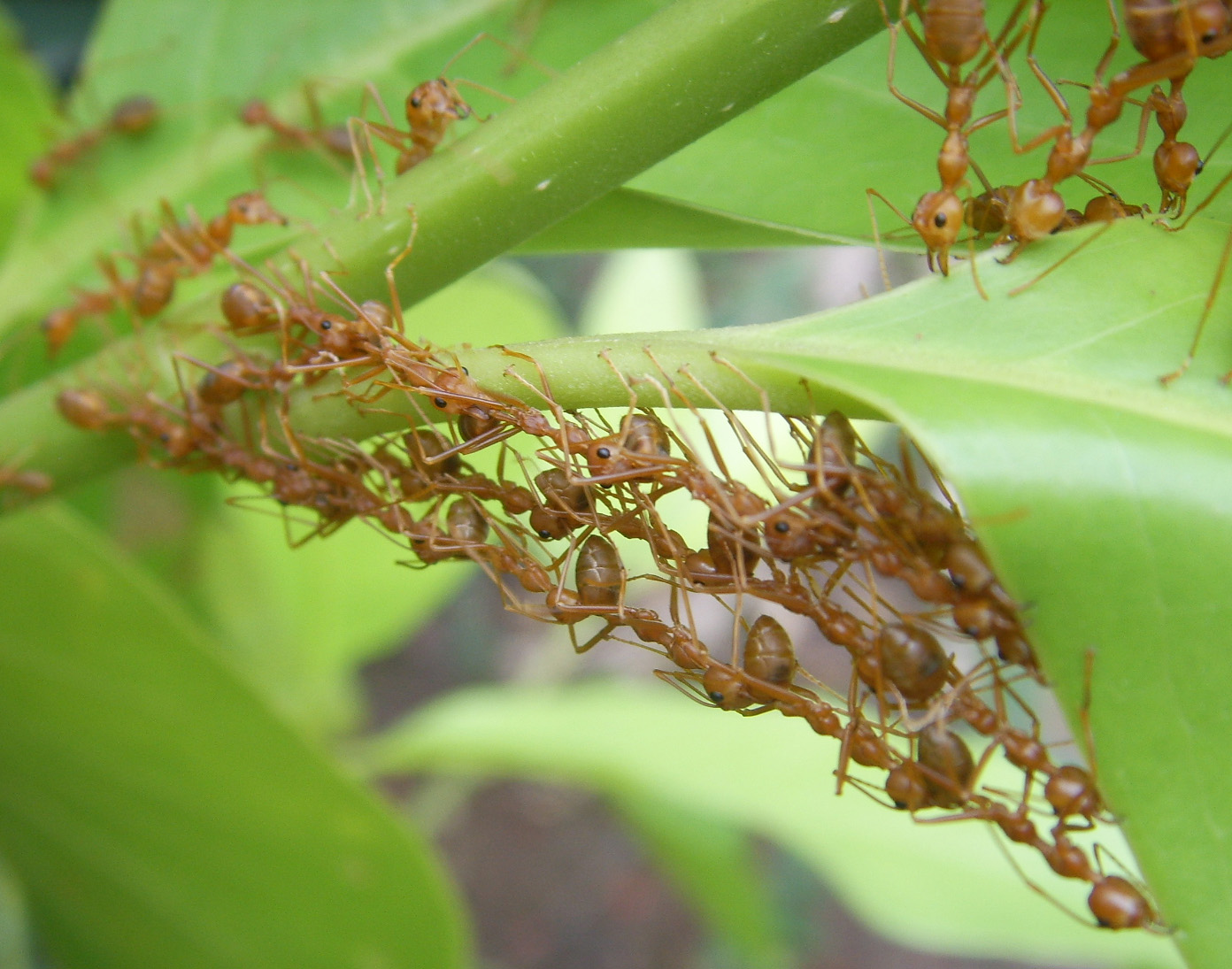
Obreres majors de O. smaragdina construint un niu a Tailàndia.

La capacitat de les formigues teixidores de construir espaioses colònies de fulles ha contribuït sens dubte al seu èxit ecològic. La primera fase en la construcció del niu implica progressivament a obreres que inspeccionen el potencial niu de fulles tirant de les vores amb les seves mandíbules. Quan unes formigues han doblegat amb èxit una fulla o col·locat la seva vora cap a l'altre, altres obreres properes s'uneixen a l'esforç. La posibilitat que una obrera que s'uneixi a l'esforç conjunt depèn de la grandària del grup, i les obreres mostren una probabilitat més alta d'unir-se quan la grandària de grup és notable. Quan la distància entre dues fulles està més enllà de l'abast d'una formiga sola, les obreres formen cadenes amb els seus cossos agafant a una altra pel pecíol (cintura). Intrínseques cadenes múltiples treballant en conjunt sovint acostumen a unir grans fulles durant la construcció d'una colònia. Una vegada que ajunten les vores de les fulles, altres obreres porten larves de nius ja construïts usant les seves mandíbules. Aquestes obreres sostenen i manipulen les larves de tal manera que fan que secreten la seda. Aquestes només poden produir una determinada quantitat de seda, de manera que la larva haurà de fer crisàlida sense capoll. Llavors les obreres maniobren entre les fulles de forma coordinada per unir-les unes a les altres. Les colònies de les formigues teixidores són generalment de forma líptica i varien en grandària, des d'una sola fulla petita doblegada i lligada a si mateixa, fins a grans colònies formades per moltes fulles i que mesuren més de mig metre de longitud. El temps requerit per construir una colònia varia segons el tipus de fulla i la seva eventual grandària, però sovint un formiguer gran pot ser incorporat en força menys de 24 hores. Encara que les colònies de les formigues teixidores són fortes i impermeables a l'aigua, les treballadores de grans colònies construeixen contínuament nous nius per substituir els vells o els danyats per les tempestes.

## Interacció positiva i negativa amb les plantes

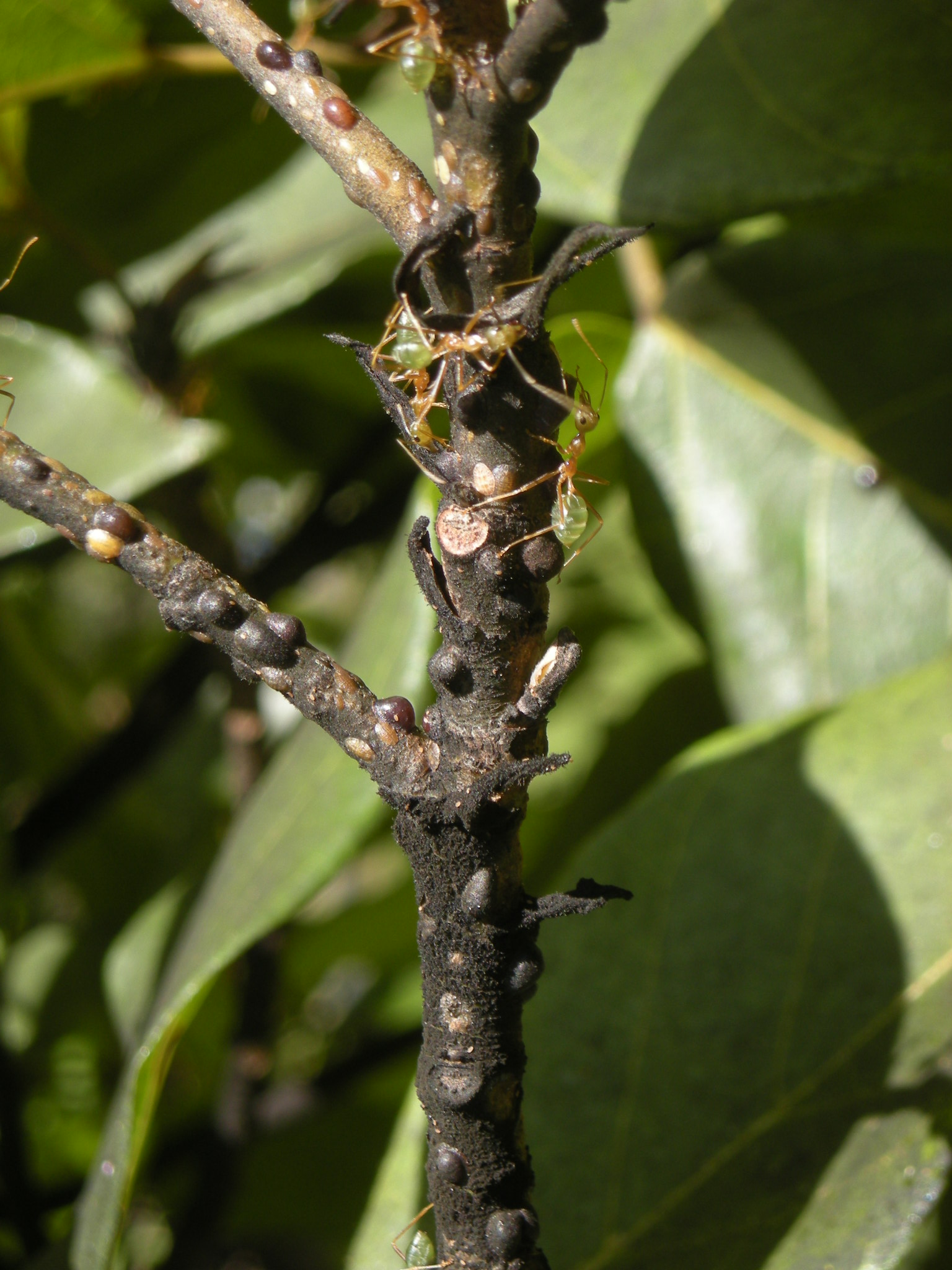
O. smaragdina cuidant Coccoidea.

Les grans colònies d'Oecophylla consumeixen quantitats significatives d'aliment, i les obreres maten contínuament una gran varietat de artrópodoss (principalment insectes) prop dels seus formiguers. Els insectes no són consumits només per les obreres, sinó que aquesta font de proteïnes és necessària per al desenvolupament de les cries. Com les obreres de les formigues teixidores cacen i maten a insectes que són paràsits potencialment nocius per a la planta, els arbres que les alberguen gaudeixen d'aquest avantatge. Aquestes formigues s'han utilitzat tradicionalment com control biològic en horts de cítrics en Xina i el Sud-est Asiàtic des d'almenys l'any 400 A. D.
Molts estudis han mostrat l'eficàcia de la utilització de formigues teixidores com a agents naturals de biocontrol contra plagues agrícoles.
La utilització d'aquestes formigues com a agents de control biològic ha estat especialment eficaç en els cultius de fruiters, en particular en Austràlia i el Sud-est Asiàtic. Els arbres fruiters que són el niu de les formigues teixidores produeixen fruites de major qualitat, mostren menys danys en les fulles i requereixen una menor aplicació de pesticides sintètics. Els agricultors del Sud-est Asiàtic sovint construeixen ponts de corda entre arbres i horts per atreure a les formigues als arbres que no compten amb aquests insectes. Les colònies establertes són complementades amb menjar per promoure un creixement més ràpid i evitar la seva emigració.
Les colònies d'Oecophylla no sempre són beneficioses per a les plantes amfitriones. Alguns estudis indiquen que la presència de colònies d'Oecophylla també pot tenir efectes negatius en el desenvolupament de les plantes, per provocar una reducció en el consum de fruita per part d'alguns mamífers i aus, comportant, així, la disminució de la dispersió de les llavors i reduint la mitjana de visites a les flors per part d'insectes voladors, inclosos els polinitzadors. Les formigues teixidores també influeixen negativament en la productivitat de l'arbre perquè protegeixen a insectes que s'alimenten de la seva saba, com Coccoidea, i insectes de la família Cicadellidae, perquè les formigues s'alimenten de les seves secrecions. Protegint a aquests insectes dels seus depredadors, augmenta la seva població i augmenta el dany que causen als arbres.